# ISO 3166-2:AS
ISO 3166-2:AS è uno standard ISO che definisce i codici geografici delle isole Samoa Americane, territorio non incorporato degli Stati Uniti d'America, ed è un sottogruppo del codice ISO 3166-2.
Attualmente non è stato assegnato ufficialmente nessun codice alle suddivisioni interne.
Essendo parte delle aree insulari degli Stati Uniti, a esse è stato assegnato un codice (US-AS) nello standard ISO 3166-2:US come suddivisione degli Stati Uniti.